# Bolitoglossa lignicolor
Bolitoglossa lignicolor är en groddjursart som först beskrevs av Peters 1873.  Bolitoglossa lignicolor ingår i släktet Bolitoglossa och familjen lunglösa salamandrar. IUCN kategoriserar arten globalt som sårbar. Inga underarter finns listade.